# Bohutín, Příbram
Bohutín là một làng thuộc huyện Příbram, vùng Středočeský, Cộng hòa Séc.